# 许昌东站
许昌东站位于中国河南省许昌市，是京广高速铁路的一个站点，也是未来规划中郑信城际铁路的中间站。

## 车站结构
许昌东站建筑面积2万平米，五层结构，旅客候车大厅为站房主体，四个夹层分布于南北两侧，分别设置有售票大厅、办公用房、出站大厅、旅客服务用房、VIP候车厅、设备用房。站台雨棚面积4万平米，建有2座站台，设计高峰为每小时发送量3100多人。

### 站场布局
| 西↑ |      |                                      |  |
|     | 侧式 |                                      |  |
| 4道 | 1    | 京广高速铁路往北京西方向（郑州东）   |  |
| 2道 |      | 京广高速铁路上行正线（往北京西方向） |  |
| 1道 |      | 京广高速铁路下行正线（往广州南方向） |  |
| 3道 | 2    | 京广高速铁路往广州南方向（漯河西）   |  |
|     | 岛式 |                                      |  |
| 5道 | 3    | 京广高速铁路往广州南方向（漯河西）   |  |
| 东↓ |      |                                      |  |

## 接驳交通

### 异地候机
鄭州新郑机场許昌候機樓已於2012年11月29日正式啟用，与该站仅一街之隔。在该站下车需乘飞机的旅客，可在航空港内提前办理登机前的各种手续，并由专门的大巴送至机场直接登机，实现了各种交通工具之间换乘的无缝衔接。

### 公交
许昌东站南侧设有公交港湾一处，Y1路、2路、4路、11路、16路等多条线路从此处始发、终到，5路、6路、33路、69路、71路等线路亦途径该站。

### 轨道交通
地铁许昌东站位于高铁站西侧站前广场地下，为郑州地铁郑许线的南端终点站。